# 貝靈厄姆 (麻薩諸塞州普查規定居民點)
貝靈厄姆（英語：Bellingham）是位於美國麻薩諸塞州諾福克縣的一個普查規定居民點。

## 人口
根據2020年美國人口普查的數據，貝靈厄姆的面積為14.22平方千米，當中陸地面積為13.96平方千米，而水域面積為0.25平方千米。當地共有人口4782人，而人口密度為每平方千米336.29人。